# Eupithecia fletcheri
Eupithecia fletcheri es una especie de polilla de la familia Geometridae. La especie fue descrita por primera vez por Louis Beethoven Prout en 1926 con distribución en el noreste de India y Pakistán. El holotipo de la especie fue descrita en los alrededores de Muktesar, a una altitud de 7500 pies (2286,0 m).

## Descripción
Es una polilla pequeña con una envergadura de 19 a 20 milímetros (0,7 a 0,8 plg). Es similar en tamaño, color y patrón a otra polilla de la India, E. linariata, del que se distingue por la presencia de un tinte más claro en su cabeza y sus palpos. Cuenta con sus segmentos abdominales de color rojizo a marrón. Tiene gran parecido también con otra polilla de la región, Eupithecia lineisdistincta, del que se distingue principalmente por su morfología genital, especialmente a nivel del edeago.